# احمد ماهر پاشا
احمد ماهر پاشا (عربی: أحمد ماهر باشا)؛ (زاده: ۱۸۸۸- درگذشته: ۲۴ فوریه ۱۹۴۵) برای دو دوره نخست‌وزیر مصر بوده‌است. دوره اول از ۸ اکتبر ۱۹۴۴ تا ۱۵ ژانویه ۱۹۴۵ و دوره دوم از ۱۵ ژانویه تا ۲۴ فوریه ۱۹۴۵. وی عضو حزب «الدستوریین السعدیین» بود و ملک فاروق پادشاه مصر او را به سمت نخست‌وزیری منصوب کرد. پدر وی محمد ماهر پاشا جانشین وزیر جنگ و استاندار قاهره و برادرش علی ماهر پاشا نیز از شخصیت‌های سیاسی مصر بود. احمد ماهر بعد از تحویل‌گیری پست نخست‌وزیری فراخوان به انتخابات جدید داد و بدنبال درخواست فتوا علیه اخوان المسلمین با کاندید شدن آن‌ها در این انتخابات مخالفت کرد. ماهر بخاطر سهیم شدن در غنائم دیپلماتیک بعد از پایان جنگ جهانی دوم، در اواخر جنگ علیه کشورهای محور (متحدین) اعلام جنگ کرد ولی بلافاصله بعد از امضای این تصمیم، توسط مصطفی عیسوی ۲۸ ساله در ساختمان پارلمان با شلیک گلوله به قتل رسید. علیرغام اینکه بسیاری گمان می‌کردند که عیسوی عضو اخوان المسلمین است ولی او عضو حزب «الوفد» بود.

## دوران رشد و تحصیلات
احمد ماهر پاشا در محله عباسیه قاهره به دنیا آمد، برای تولد او دو تاریخ ذکر کرده‌اند یکی ۱۸۸۵ و دیگری ۱۸۸۸. پدر وی محمد ماهر پاشا جانشین وزیر جنگ در سال ۱۸۹۴ بود. احمد ماهر در سال ۱۹۰۸ از دانشکده حقوق فارغ‌التحصیل شد و به مدت دو سال به شغل وکالت اشتغال داشت. او سپس در سال ۱۹۱۰ به فرانسه سفر کرد و به مدت سه سال در دانشگاه‌های این کشور به تحصیل در زمینه قانون و اقتصاد پرداخت و به درجه دکترا نائل گردید. وی از سال ۱۹۱۳ به مدت ۸ سال در دانشسرای عالی بازرگانی به تدریس پرداخت و در آنجا بود که با نقراشی پاشا آشنا و با یک دیگر دوست صمیمی شده و سرانجام به حزب مخفی عبد الرحمان فهمی پیوستند.

## زندگی سیاسی
احمد ماهر در زمانی که وزیر فرهنگ بود مورد اتهام وابستگی به گروه‌هایی که اشغالگران انگلیسی را در سال ۱۹۲۲ در مصر کشته بودند قرار گرفت و بعد از کشته شدن حسن پاشا عبد الرزاق و اسماعیل زهدی در همان سال به همراه النقراشی دستگیر شد ولی هیچ اتهامی علیه او اثبات نشد. وی در سال ۱۹۲۴ به عنوان نماینده پارلمان انتخاب شد و در همان سال توسط نخست‌وزیر سعد زغلول به وزارت فرهنگ منصوب گردید. وی در دوره دوم نمایندگی اش در پارلمان مدتی رئیس کمیسیون بودجه پارلمان بود و در اوت ۱۹۲۷ نمایندگی مصر در کنفرانس بین المجالس در ریودوژانیرو را بعهده داشت.

## ترور
احمد ماهر پاشا از طرفداران ورود مصر به جنگ جهانی دوم و قرار گرفتن در کنار انگلیس بود و در جلسه معروف پارلمان که در ۲۴ فوریه ۱۹۴۵ تشکیل شد موفق به کسب حمایت نمایندگان از طرح خودش شد و در حالی که عازم مجلس سنا برای ارائه طرح در آنجا بود، توسط جوانی بنام محمود العیسوی که بسوی او شلیک کرد به قتل رسید. در مورد واقعه ترور احمد ماهر، عبد الرحمان الرافعی در کتاب «بعد از انقلاب ۱۹۱۹» اینطور گفته‌است: بعد از اتمام سخنرانی احمد ماهر در مقابل نمایندگان پارلمان که در آن به آلمان و ژاپن اعلام جنگ داد و ایستادن در کنار انگلیس در جریان جنگ جهانی دوم را اعلام کرد، «العیسوی» بسمت احمد ماهر رفته و با شلیک گلوله به زندگی وی پایان داد.